# NGC 5950
NGC 5950 este o galaxie spirală situată în constelația Boarul. A fost descoperită în 21 iunie 1882 de către Édouard Stephan⁠(d). Se află la o distanță de 30,48 de megaparseci de Pământ.